# Жураковский, Лукьян Яковлевич

Герб Сас

Лукьян Яковлевич Жураковский (укр. Лук'ян Якович Жураківський (Жураковський); ? — май 1718) — украинский военный и государственный деятель XVIII века, Нежинский полковник (1701—1718).

## Биография
Родился в Нежине. Из шляхты герба Сас, впоследствии дворянского рода на Украине. Представитель казацкого старшинского рода Жураковских. Сын Якова Жураковского, нежинского полковника Войска Запорожского (1678—1685). Его дед Михайло Жураковский был Сосницким сотником Черниговского полка.
Брат Василия, генерального есаула, члена первой Малороссийской коллегии, назначенной русским правительством.
С 1699 по 1707 служил полковым сотником, есаулом и судьёй нежинского полка (1699, 1701, 1707).
С 1701 до 1708 — наказной полковник, с 1708 до 1718 — полковник нежинского полка.
За поддержку политики гетмана Ивана Мазепы получил должность наказного полковника нежинского. Однако прошведский вектор политики гетмана не поддерживал. Когда Мазепа с частью войск перешёл на сторону Карла XII, Лукьян Жураковский отправился на службу к Петру I.
Был женат на Анне (?—1729), дочери миргородского полковника Даниила Апостола, будущего гетмана Войска Запорожского (с 1727 по 1734 годы).
Принимал участие в Северной войне против Швеции, в частности, на территории Священной Римской империи.
Умер в мае 1718 году.